# Canada ai Giochi della XXVIII Olimpiade
Il Canada partecipò ai Giochi della XXVIII Olimpiade, svoltisi ad Atene, Grecia, dal 13 al 29 agosto 2004, con una delegazione di 263 atleti impegnati in ventotto discipline.

## Medaglie
| Medaglia | Nome             | Sport       | Evento                |
| -------- | ---------------- | ----------- | --------------------- |
| Oro      | Kyle Shewfelt    | Ginnastica  | Corpo libero maschile |
| Oro      | Lori-Ann Muenzer | Ciclismo    | Velocità femminile    |
| Oro      | van Koeverden    | Canoa/kayak | K1 500 metri maschile |

## Risultati

### Pallanuoto
- Donne

| Atleta | Classifica |                   |
| --- | --- | ----------------- |
| V · D · M Nazionale femminile canadese di pallanuoto · Giochi olimpici - Atene 2004 Arpin · Bégin · Campbell · Collins · Dewar · Dionne · Dow · Gardiner · Illing · Lamarre · Riddell · Robinson · Salat · CT : Patrick Oaten | 7° |                   |
| Nazionale femminile canadese di pallanuoto · Giochi olimpici - Atene 2004 | |                   |
| Arpin · Bégin · Campbell · Collins · Dewar · Dionne · Dow · Gardiner · Illing · Lamarre · Riddell · Robinson · Salat · CT: Patrick Oaten                                                                                      | Arpin · Bégin · Campbell · Collins · Dewar · Dionne · Dow · Gardiner · Illing · Lamarre · Riddell · Robinson · Salat · CT: Patrick Oaten | Canada (bandiera) |